# 沼田浩
沼田 浩（ぬまた ひろし、1973年6月6日 - ）は、大阪府堺市出身の元プロ野球選手（投手）。右投右打。

## 来歴・人物
初芝高等学校（現・大阪立命館高）では3年夏に5回戦でドラフト同期入団の中村豊のいた上宮高に敗れる。1992年にデュプロに入社。1995年にはエースとして18年ぶりの都市対抗野球出場に貢献。同年のドラフト3位で日本ハムファイターズに指名され入団した。同期の平松省二、黒木純司と共に、『NHKトリオ』（沼田のN、平松のH、黒木のK）と呼ばれた。
1年目の1996年、肩の故障もありオーバースローからサイドスローに転向し癖球とスライダーを武器にイースタン・リーグの最優秀防御率投手となる。1997年終盤ではあるが先発として4勝をあげ、1998年は5月に昇格するとそこからからローテーションに入りシーズン前半に先発で活躍したが後半戦は1勝もできなかった。翌年以降は成績が低迷し、一軍登板がなかった2000年に戦力外通告を受け退団した。
その後は、NOMOベースボールクラブでプレーしていた。

## 詳細情報

### 年度別投手成績
| 年 度     | 球 団     | 登 板 | 先 発 | 完 投 | 完 封 | 無 四 球 | 勝 利 | 敗 戦 | セ 丨 ブ | ホ 丨 ル ド | 勝 率 | 打 者 | 投 球 回 | 被 安 打 | 被 本 塁 打 | 与 四 球 | 敬 遠 | 与 死 球 | 奪 三 振 | 暴 投 | ボ 丨 ク | 失 点 | 自 責 点 | 防 御 率 | W H I P |
| --------- | --------- | ----- | ----- | ----- | ----- | -------- | ----- | ----- | -------- | ----------- | ----- | ----- | -------- | -------- | ----------- | -------- | ----- | -------- | -------- | ----- | -------- | ----- | -------- | -------- | ------- |
| 1996      | 日本ハム  | 3     | 1     | 0     | 0     | 0        | 0     | 0     | 0        | --          | ----  | 22    | 5.0      | 4        | 0           | 3        | 0     | 1        | 1        | 0     | 0        | 3     | 2        | 3.60     | 1.40    |
| 1997      | 日本ハム  | 9     | 8     | 0     | 0     | 0        | 4     | 2     | 0        | --          | .667  | 181   | 42.2     | 41       | 3           | 17       | 0     | 2        | 18       | 1     | 1        | 19    | 19       | 4.01     | 1.36    |
| 1998      | 日本ハム  | 14    | 10    | 1     | 0     | 0        | 4     | 2     | 0        | --          | .667  | 235   | 51.0     | 53       | 2           | 30       | 3     | 2        | 34       | 3     | 1        | 28    | 24       | 4.24     | 1.63    |
| 1999      | 日本ハム  | 4     | 1     | 0     | 0     | 0        | 0     | 1     | 0        | --          | .000  | 39    | 7.1      | 9        | 2           | 9        | 0     | 0        | 3        | 0     | 0        | 8     | 8        | 9.82     | 2.45    |
| 通算：4年 | 通算：4年 | 30    | 20    | 1     | 0     | 0        | 8     | 5     | 0        | --          | .615  | 477   | 106.0    | 107      | 7           | 59       | 3     | 5        | 56       | 4     | 2        | 58    | 53       | 4.50     | 1.57    |

### 記録
- 初登板：1996年9月18日、対西武ライオンズ25回戦（東京ドーム）、8回表に4番手で救援登板・完了、2回無失点
- 初奪三振：同上、8回表に鈴木健から
- 初先発：1996年10月3日、対近鉄バファローズ26回戦（東京ドーム）、2回3失点（自責点2）
- 初勝利・初先発勝利：1997年8月9日、対西武ライオンズ20回戦（福島県営あづま球場）、7回1失点
- 初完投勝利：1998年6月7日、対千葉ロッテマリーンズ9回戦（東京ドーム）、9回1失点（自責点0）

### 背番号
- 12 （1996年 - 2000年）